# Thea Stankiewicz
Thea Stankiewicz (født 19. januar 1998 i Bergen, Norge) er en svensk håndboldspiller, som spiller i Aarhus United og Sveriges U/20-kvindehåndboldlandshold.
Hun er af polsk afstamning og hendes far er den tidligere svenske landsholdsmålvogter Jan Stankiewicz.